# M58 MICLIC

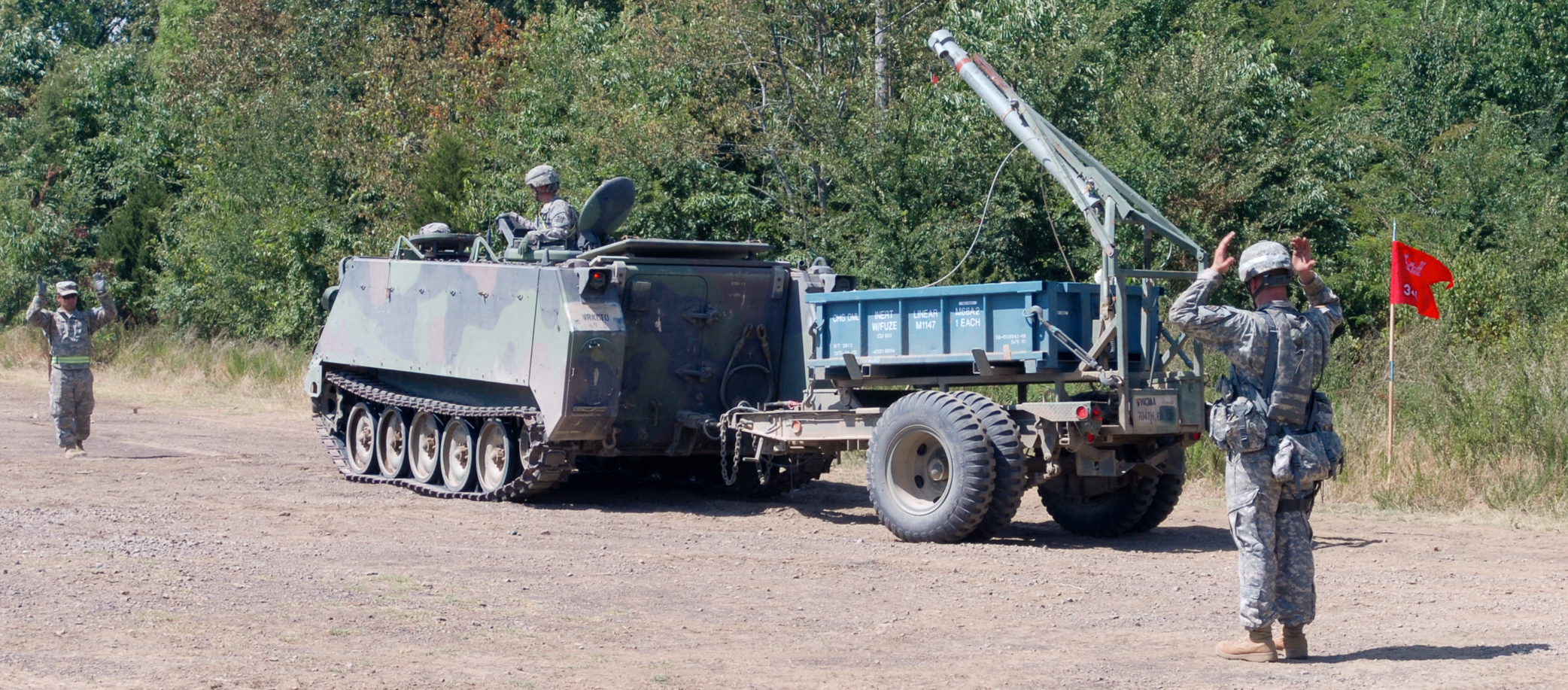
2011 年 7 月 19 日，士兵们在阿肯色州查菲堡引导 M113装甲车进入发射阵位。 以发射M58 排雷线形装药(MICLIC)。

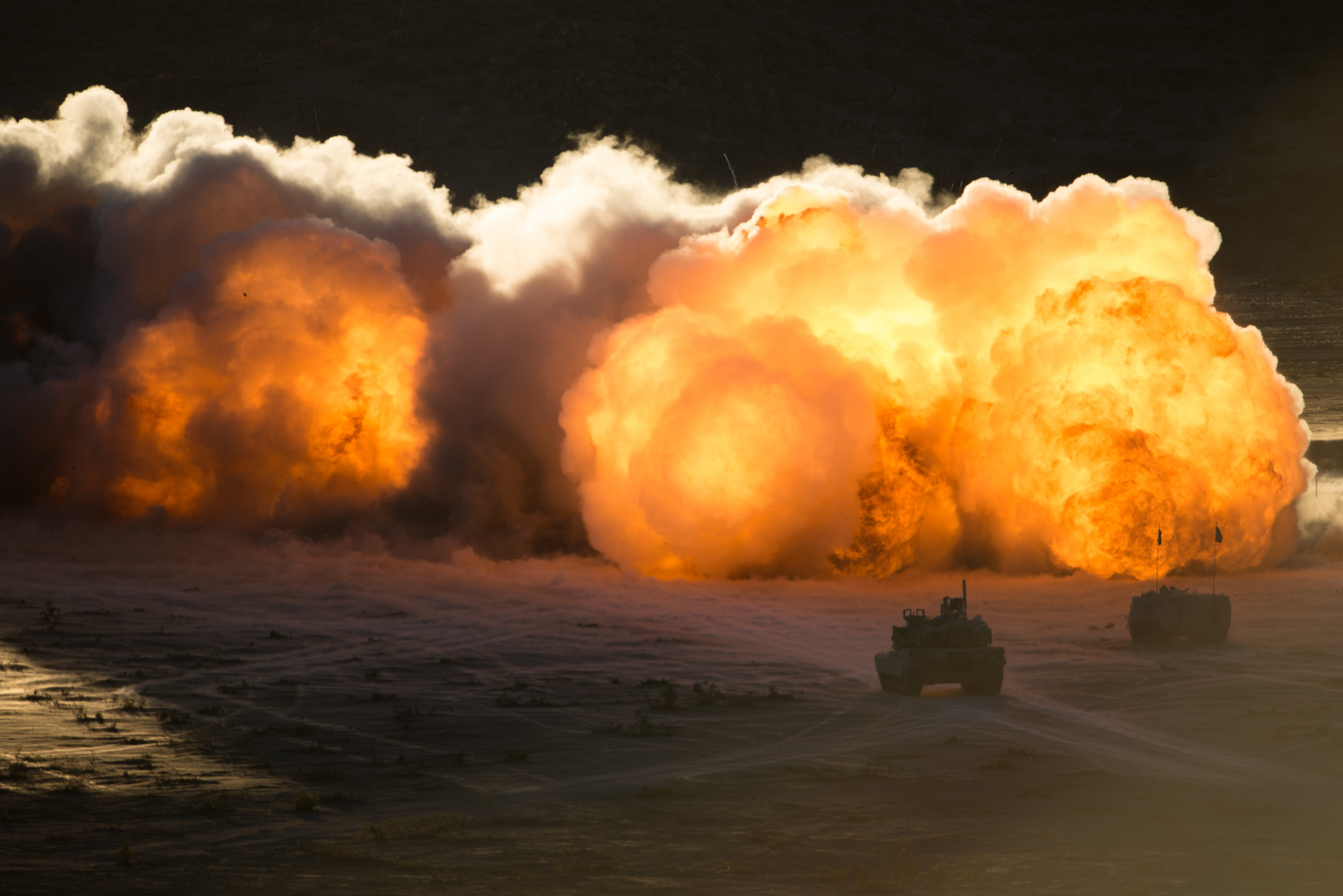
2015年8月16日，阿肯色州陆军国民警卫队士兵在加利福尼亚州欧文堡国家训练中心 (NTC) 引爆了M58排雷线形炸药 (MICLIC)。

M58 排雷线形装药 (MICLIC)于1988 年首次投入使用，是一种火箭发射的排雷线形装药，可为美国陆军和海军陆战队的机动部队提供排雷能力。M58可有效对抗常规引信的地雷，引爆后，它可清除出8 米 x 100 米（8.75 码 x 109 码）的通道 。

## 技术规格
M58 MICLIC 系统由一个 M353 3.5 吨（3,175 公斤） 或M200A1 2.5 吨（2,268 kg) 拖车或 M200 履带式拖车底盘、发射器组件、M147发射套件、M58A3 线形装药和 5 英寸（127 毫米）MK22 Mod 4 火箭 组成。其使用的线形装药长 350 英尺（107 米），包含每英尺5磅（2.27 kg) 的C-4炸药。当M58 MICLIC无法正常引爆时，可以用沿其伸展方向每隔几英尺布设的延时引信手动引爆 。M147发射套件也可以用于其他战斗工兵车辆，例如M60 AVLM和M1150突擊破障車。

## 使用

### 乌俄战争
2022年9月15日，美国国防部宣布提供扫雷设备作为安全援助计划的一部分。2022年11月，乌克兰军方展示了一张在乌克兰使用 M58 MICLIC 的照片。